# Krewella
Krewella este un duo de muzică electronică dance din Northbrook, Illinois, Statele Unite, care s-a format în 2007. Duo-ul este format din surorile Jahan și Yasmine Yousaf. Inițial un trio, al treilea membru și producătorul Kris Trindl, poreclit Rain Main, s-a retras în 2014 după un proces în justiție. Extended play-ul lor, Play Hard, a fost lansat în exclusivitate pe Beatport în iunie 2012 și pe iTunes la finalul aceleiași luni. Albumul lor de debut, Get Wet, a fost lansat pe 24 septembrie 2013, pe iTunes. Stilul lor muzical se bazează pe house, dubstep, hardstyle, techno și drum and bass.